# Australian Broadcasting Corporation
Australian Broadcasting Corporation (ABC; en català, Corporació de Radiodifusió Australiana), es una corporació de radiodifusió pública d'Austràlia.
Va ser fundada l'1 de juny de 1932, encara que la primera emissora de ràdio pública data de 1923, mentre que la televisió va començar les seves emissions en 1956. Actualment gestiona diverses emissores nacionals de ràdio en FM i DAB, 60 emissores a nivell local, cinc canals de televisió, serveis multimèdia i la radiodifusió internacional australiana. Comparteix l'estatus de radiodifusora pública del país amb Special Broadcasting Service (SBS), dirigida a les comunitats ètniques.
ABC és membre actiu de la Unió de Radiodifusió d'Àsia-Pacífic (ABU) i membre associat de la Unió Europea de Radiodifusió.

## Història

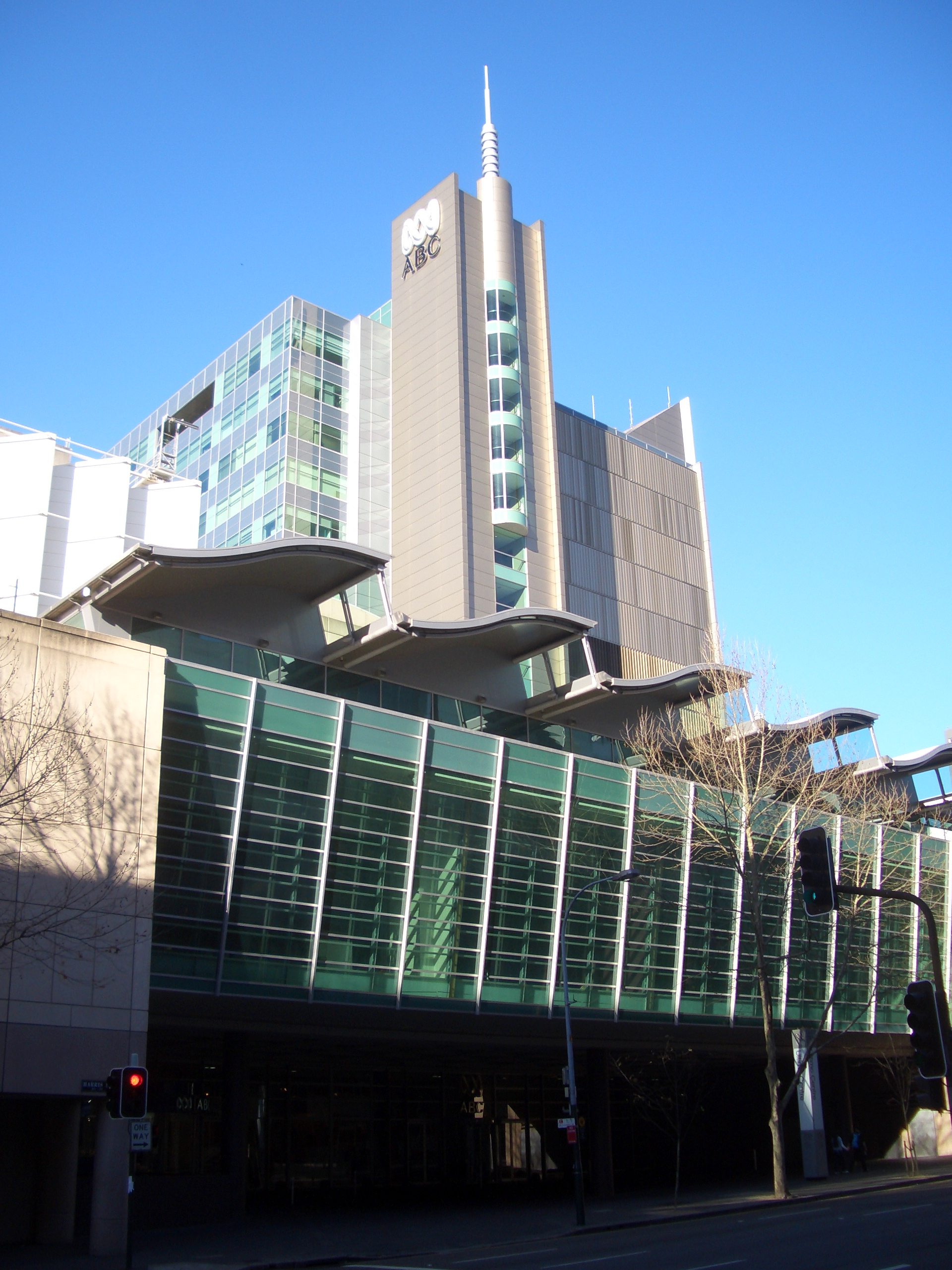
Edifici de la seu central d'ABC a Ultimo, Sídney

La primera emissora de ràdio de titularitat pública a Austràlia va ser «2SB», inaugurada el 23 de novembre de 1923 en Sídney. A ella es van sumar altres estacions a les principals ciutats del país: Melbourne, Brisbane, Adelaida, Perth i Hobart. Quatre anys més tard, el govern australià les va aglutinar en el Servei Nacional de Radiodifusió (National Broadcasting Service, NBS) i va adoptar un model de radiodifusió pública inspirat en la BBC britànica: es finançaria amb un impost directe, sense possibilitat d'emetre publicitat.
Entre 1929 i 1932 la programació estava subcontratada a un consorci, l'Australian Broadcasting Company. Una vegada el contracte va expirar, el govern va constituir l'1 de juliol de 1932 l'Australian Broadcasting Commission («Comissió de Radiodifusió Australiana», ABC), que reemplaçaria la NBS i va passar a controlar les 12 estacions públiques existents, així com la producció de programes. Al principi, cada ciutat s'encarregava dels seus propis espais; en 1933 es van introduir les emissions simultànies en directe, i en 1935 la possibilitat d'oferir espais gravats.
Durant la dècada de 1930, la ràdio d'Austràlia va tenir dificultats per oferir butlletins informatius a causa de la pressió de Keith Murdoch, magnat de la premsa australiana, qui veia en el nou mitjà una amenaça al seu negoci. Entre 1932 i 1935 es van desenvolupar els butlletins a nivell local, i des de 1936 va haver un informatiu comú per a tots els estats excepte Austràlia Occidental. A més, durant la Segona Guerra Mundial es va desenvolupar el servei internacional Radio Austràlia en ona curta.
Quant a la televisió pública, el 5 de novembre de 1956 van començar les emissions del canal de Sídney (ABN-2), tres mesos abans que ho fes la primera televisió privada, i el 19 de novembre del mateix any es va engegar el canal per a Melbourne (ABV-2). Els dos serveis van arribar a temps per cobrir els Jocs Olímpics de 1956 i des del principi van comptar amb una unitat mòbil de retransmissions. La resta de ciutats australianes van comptar amb el seu propi canal a partir de 1960, i un any després s'establiria la xarxa nacional ABC TV. En 1975 es va introduir tant la freqüència modulada com la televisió en color en format PAL.
L'impost directe per finançar ABC va ser eliminat en 1973, i reemplaçat per aportacions directes del govern federal. Des de 1978 existeixen a Austràlia dos radiodifusoras públiques: ABC, dirigida a tota la població australiana, i Special Broadcasting Service (SBS), amb vocació multicultural.
A partir de l'1 de juliol de 1983, l'ens públic va ser transformat en l'actual Australian Broadcasting Corporation («Corporació de Radiodifusió Australiana»). La nova estructura reforçava el seu paper de servei públic en separar els departaments de ràdio i de televisió, dotar-los d'independència editorial i financera, i oferir espais a la població aborigen. A més, en 1985 va haver una reestructuració de la ràdio: la primera cadena es va convertir a la xarxa d'emissores locals (ABC Local Ràdio), mentre que la segona cadena va passar a ser la xarxa nacional (Radio National).
En 2001 es va engegar la televisió digital terrestre, i en 2008 van començar les emissions tant de la ràdio digital (DAB+) com de la televisió en alta definició.

## Organització

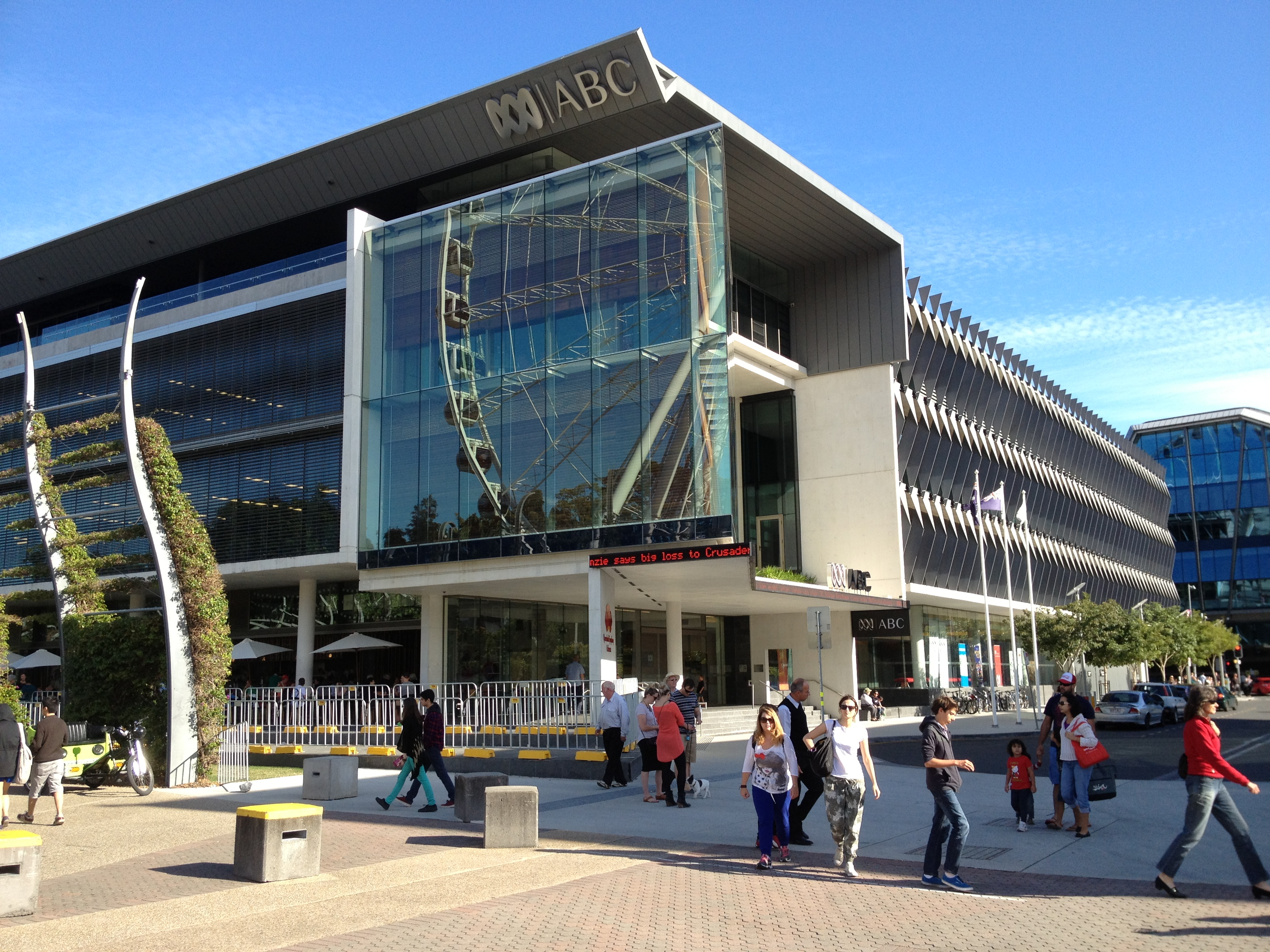
Delegació territorial d'ABC a Brisbane

Australian Broadcasting Corporation és una corporació de dret públic, propietat de la Mancomunitat d'Austràlia. Segons la Llei Audiovisual de 1983, es tracta d'una companyia finançada amb els diners del contribuent australià i independent del poder polític i econòmic. La seva seu central es troba a Ultimo, Sídney, Nova Gal·les del Sud. A més compta amb vuit delegacions territorials, que se sumen a les 56 oficines a nivell nacional; onze corresponsalies (Bangkok, Beirut, Jerusalem, Londres, Nairobi, Nova Delhi, Pequín, Port Moresby, Tòquio, Washington DC i Jakarta) i una àmplia xarxa d'enviats especials. La plantilla està formada per 4200 empleats.
L'òrgan directiu és el Consell d'Administració (ABC Board), la comesa de la qual és mantenir la independència editorial, la integritat de la corporació i el compliment de la Llei Audiovisual en vigor. Està format pel president, el director general, el director triat pels treballadors, i entre cinc i sis directius. El seu mandat és de cinc anys, prorrogable a altres cinc. Per nomenar nous membres, el ministre de Comunicacions segueix les recomanacions d'un panell independent que selecciona candidatures. Els interessats han d'acreditar experiència en mitjans de comunicació, o bé en finances, o bé en qualsevol altre camp rellevant per a la radiodifusió pública. En el cas que el seleccionat no hagi estat proposat pel panell, el ministre ha de justificar la seva elecció davant el Parlament d'Austràlia. Per sota del Consell d'Administració es troben les direccions de cada departament.
A més existeix un Consell Assessor (Advisory Council), format per dotze membres representatius de la societat australiana, que supervisa la programació i el compliment de servei públic.
ABC és membre actiu de la Unió de Radiodifusió d'Àsia-Pacífic (ABU) i membre associat de la Unió Europea de Radiodifusió (UER).

### Delegacions territorials
| Estat o territori                   | Seu central |
| ----------------------------------- | ----------- |
| Austràlia Meridional                | Adelaida    |
| Austràlia Occidental                | Perth       |
| Nova Gal·les del Sud                | Sídney      |
| Queensland                          | Brisbane    |
| Tasmània                            | Hobart      |
| Territori de la Capital Australiana | Canberra    |
| Territori del Nord                  | Darwin      |
| Victòria                            | Melbourne   |

## Finançament
ABC es finança amb aportacions directes del govern d'Austràlia, que representen aproximadament el 80 % del total, i amb la venda de drets televisius i productes a través de la seva filial ABC Commercial. Com a contrapartida, no pot vendre espais publicitaris i els seus comptes han de ser auditades per l'Oficina d'Auditoria Nacional.
El pressupost del grup per 2016 era d'1,06 milions de dòlars australians (698 milions d'euros), repartits de la següent manera: un 81 % per a la producció, i un 19 % per al departament de distribució i transmissió.
Des de 1932 fins a 1948, l'ABC es finançava exclusivament amb un impost directe sobre les ràdios. Després el govern federal va assumir la major part del pressupost, fins que en 1973 l'impost directe va ser eliminat.

## Serveis

### Ràdio

#### Local

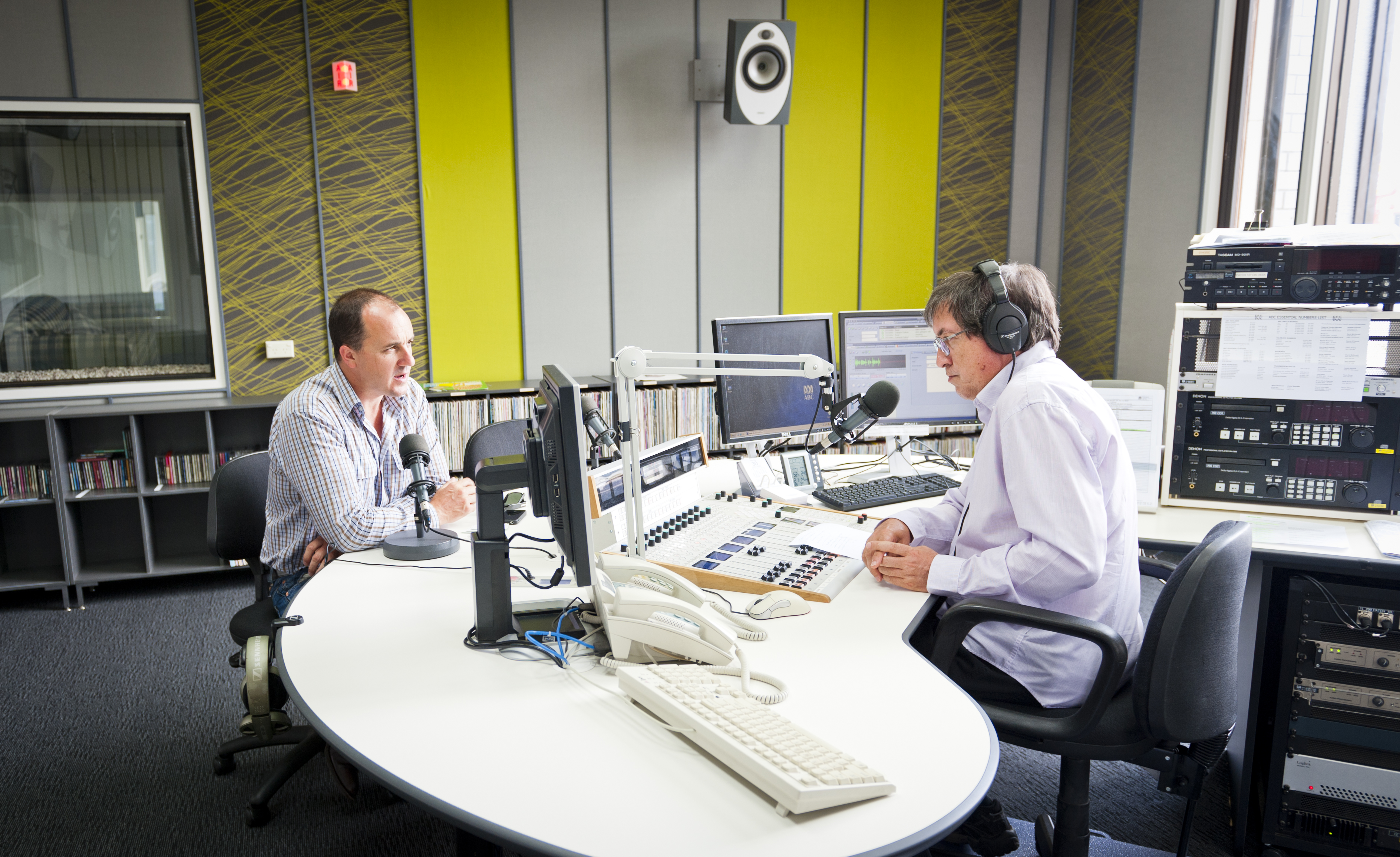
Estudi de ràdio local d'ABC Broken Hill a Broken Hill, Nova Gal·les del Sud

L'actiu més important d'ABC Radio és la seva xarxa local de 60 emissores de ràdio, coneguda com ABC Local Radio, que emeten en freqüència modulada. La programació de totes elles és generalista, amb informatius i entreteniment. Pot ser completament local, una reemissió de la programació subministrada per l'estació de capçalera, o bé un servei comú de diferents emissores locals. En total hi ha:
- Vuit estacions locals de capçalera: Sídney (2BL), Melbourne (3EL), Brisbane (4QR), Adelaida (5AN), Perth (6WF), Hobart (7ZR), Canberra (2CN) i Darwin (8DDD).
- 52 emissores locals, en proporció a la població de cada estat australià.

#### Nacional
Les següents emissores tenen programació nacional, i estan disponibles en freqüència modulada i en ràdio digital terrestre.
- ABC Radio National — Emissora generalista i de servei públic.
- ABC Classic — Emissora de música clàssica, contemporània i divulgació musical.
- Triple J — Emissora juvenil, especialitzada en música i entreteniment.
- ABC NewsRadio — Ràdio d'informació contínua.

Les següents emissores només estan disponibles en ràdio digital.
- ABC Classic 2 — Ràdio de música clàssica interpretada per artistes australians.
- Double J — Emissora musical, sense locutors.
- Triple J Unearthed — Ràdio temàtica dedicada a artistes australians.
- ABC Country — Ràdio especialitzada en música country.
- ABC Jazz — Ràdio especialitzada en música jazz.
- ABC Radio Grandstand — Retransmissió d'esdeveniments esportius.
- AFL Extra — Retransmissió d'esdeveniments especials.
- ABC Kids Listen — Cançons infantils.

### Televisió

Logotip d'ABC, el primer canal de televisió del grup

ABC Television gestiona cinc canals de televisió en quatre freqüències, a més d'un senyal en alta definició.
- ABC — Canal generalista per a tots els públics sense distinció d'edat, amb desconnexions regionals. Disposa de senyal en alta definició.
- ABC TV Plus — Segon canal generalista, dirigit a un públic de mitja edat. Anteriorment es va dir ABC2 (2005-2017) i ABC Comedy (2017-2021). Comparteix freqüència amb ABC Kids (19.00 a 3.00).
- ABC Kids — Canal preescolar. Comparteix freqüència amb ABC TV Plus (5.00 a 19.00)
- ABC Me — Canal infantil i juvenil, creat en 2009 com ABC3. Emet des de les 5.00 fins a les 23.00.
- ABC News— Canal d'informació contínua.

Encara que és membre associat de la Unió Europea de Radiodifusió, ABC ha estat convidada a participar en el Festival d'Eurovisió Junior des de 2017.

### Internet
El lloc web d'ABC és «abc.net.au», obert des de 1995. La radiodifusora compta amb un departament específic, ABC Innovation, que entre altres comeses gestiona el portal, l'hemeroteca digital, el servei de vídeo sota demanda (ABC iView), el streaming de tota l'oferta de canals, el servei de podcast, aplicacions mòbils i els projectes de recerca i desenvolupament.

### Internacional

#### Radio Austràlia
L'emissora internacional australiana, fundada en 1939, està disponible en ràdio per satèl·lit i internet. El seu àmbit d'emissió és Àsia oriental i les Illes del Pacífic, per la qual cosa ofereix espais en idiomes de la regió com a xinès mandarí, indonesi, vietnamita, khmer i tok pisin, així com cursos d'anglès. La majoria de la seva programació consisteix en programes ja emesos en altres emissores del grup.

#### ABC Austràlia
A diferència d'altres canals d'ABC, la televisió internacional es finança amb publicitat i aportacions directes del ministeri d'Afers exteriors. La programació està dirigida a la regió d'Àsia-Pacífic i es compon d'espais ja emesos en ABC: notícies, documentals, entreteniment i esports. L'actual ABC Austràlia va començar les seves emissions al setembre de 2014; anteriorment es va dir Austràlia Television International (1993-2002), ABC Àsia Pacific (2002-2006), Austràlia Network (2006-2014) i Austràlia Plus (2014-2018).

## Imatge corporativa

La corba de Lissajous amb traç gruixut, introduïda en 1975, és el logotip tradicional d'ABC.

El logotip d'ABC és una corba de Lissajous, i deu el seu origen als inicis de la televisió a Austràlia. En els seus primers anys ABC TV ja utilitzava moviments harmònics com interludi entre programes, però no comptava amb un logotip pròpiament aquest. La radiodifusora va organitzar un concurs públic per a la nova imatge, i en 1965 el dissenyador gràfic Bill Kennard va presentar un disseny basat en la representació de la corba de Lissajous en un oscil·loscopi, amb les sigles «ABC» en la part inferior.
La forma actual del logotip data de 1975: en coincidència amb la televisió en color, ABC va donar a la corba un traç més gruixut. En 2001, aquesta vegada per l'estrena de la televisió digital terrestre, el logo va passar a ser una corba platejada en tres dimensions. Amb el canvi de nom dels canals de televisió d'ABC, el primer canal va recuperar en 2014 la forma bidimensional. No obstant això, la corporació sí que ha ha mantingut el logotip de 2001 fins a 2018.